# دومينغو روي غونزاليس
دومينغو روي غونزاليس (بالإسبانية: Aníbal Roy González)‏ هو لاعب كرة قدم أرجنتيني، ولد في 7 فبراير 1978 في بوينس آيرس في الأرجنتين. لعب مع فيليز سارسفيلد ونادي أونيفرسيداد دي تشيلي.

## وصلات خارجية
- دومينغو روي غونزاليس على موقع Soccerway.com (الإنجليزية)